# Biogeografia da América do Sul

## Histórico
A região sul americana constitui um complexo conjunto de diversidade e ambientes de extrema importância para se compreender a distribuição atual das espécies nos continentes. Darwin em Origem das Espécies reconheceu esta singularidade, de forma a destacar a maneira única com que habitantes e espécies desta região se relacionavam com seus habitats. 
Desde então, a região Neotropical e Sul-Americana tem sido objetos de muitos estudos e propostas por vários autores. 
Um dos primeiros a realizar propostas que elucidassem estes padrões de diversidade foi Wallace (1852), que postulou que os rios da bacia amazônica foram barreiras biológicas para a dispersão de animais terrestres. Posteriormente esta proposta foi refutada por outros autores, que propuseram modelos alternativos de explicação para ele. 
Sclater (1858) também foi um dos pioneiros a realizar estudos sobre a distribuição de aves na América do Sul, cunhando uma das primeiras propostas de regionalização que foi aceita por muitos autores subsequentes.
A partir destes estudos iniciais a região Neotropical se tornou debatida por muitos autores, alguns concordando em certas propostas, já outros divergindo diametralmente. Em todo caso, é consenso que a regionalização é uma ferramenta importante para compreender tanto a geografia dos ambientes quanto a biota que os colonizou.
A própria biota pode ser uma componente chave para se compreender esta compartimentalização e, portanto, muitos autores fizeram propostas baseadas em grupos de organismos viventes.
Uma análise cladística de área mostra que a região Neotropical constitui uma unidade monofilética.

Ecozona Neotropical de acordo com a WWF

## Importância
Ao conhecer as diferentes sub-regiões que formam uma região geográfica, podemos entender mais detalhadamente como o espaço geográfico e a sua biota estão relacionados, tanto historicamente como morfologicamente. Essa relação pode ser muito útil para entender os processos que geraram o cenário biogeográfico atual, assim como em ações de conservação. Além de descrever padrões que ocorrem no mundo todo, principalmente no que diz respeito á distribuição geográfica das espécies.

## Esquemas
A seguir, alguns esquemas de regionalização biogeográfica da América do Sul:

### Sclater (1858)
Sclater em 1858 definiu algumas regionalizações da América do Sul, baseado na distribuição geográfica de aves, mais especificamente a ordem dos Passeriformes. Em sua análise, Sclater reconheceu 2 sub-regiões: Brasileira e Patagônica.

### Wallace (1876)
Wallace (1876) reconheceu, mais tarde, as sub-regiões sul-americanas que Sclater definiu, a Brasileira, englobando toda a porção Tropical da América do Sul, e a Patagônica, que consiste na porção Temperada Sul do continente, juntamente com os planaltos dos Andes, e adicionou outros táxons animais que corroboram esta proposta, especialmente vertebrados e insetos.

### Mello-Leitão (1937)
Mello-Leião apresenta uma proposta muito similar a Cabrera e Yepes (1940), mas baseada em aracnídeos.

### Cabrera e Yepes (1940)
Baseado em mamíferos. Reconhece as duas sub-regiões propostas por Sclater: Guiano-brasileira e Patagônica.
- Guiano-brasileira: Corresponde à parte tropical da América do Sul. Nela predominam planícies com selvas ou bosque chaquenho e savanas com pequenos planaltos.
- Patagônica: Compreende o restante do continente ao sul da sub-região Guiano-brasileira, abrangendo a maior parte do Peru, Bolívia, Argentina e toda a região do Chile

Além de reconhecerem 11 distritos geográficos dentro destas regiões.

### Kuschel (1969)
Baseado em distribuições de insetos da ordem Coleoptera, mais especificamente gêneros de Curculionidae. A sua proposta é muito similar à de Sclater e de Wallace: Sub-região Brasileira e sub-região Patagônica. As regiões encontradas são semelhantes a Sclater e Wallace.
- Sub-região Brasileira: Alcança o sul do continente em Antofagasta, Chile, a oeste dos Andes, e pelo leste até o norte da Argentina, incluindo a formação do Chaco e Misiones, até Rio Grande do Sul no Brasil. Exclui os Andes e inclui as ilhas Galápagos. Nessa área se distribuem numerosas famílias e subfamílias de Coleoptera.
- Sub-região Patogônica: Compreende o restante do continente, incluindo as ilhas Desventuradas, Juan Fernández, Malvinas e Tristán da Cunha (Gough). Esta sub-região coincide com a província ou sub-região Chilena de outros autores. Compreende os Andes acima dos 3.000 a 3.500m. Os táxons de Coleoptera desta sub-região estão nos níveis de subfamília e tribo.

### Sick (1969)
Baseado em táxons animais. Dividiu em Leste não Andino e Oeste andino, e depois dividiu em subdivisões menores.
- Leste não Andino: Esta parte do continente inclui áreas tropicais e subtropicais, assim como áreas de montanha e terras baixas
- Oeste Andino: Inclui áreas andinas

### Cabrera e Willink (1973)
Integração de dados de táxons vegetais e animais. Dividiram a América do Sul em regiões, domínios e províncias, reconhecendo seis domínios (5 assinalados à região Neotropical e 1 à região Antártica) e 26 províncias:
- Domínio do Caribe: É o domínio mais setentrional da região. Estende-se por quase todo México, parte da América Central, Antilhas, Ilhas Galápagos e pequena parte da costa atlântica da América do Sul. Inclui duas províncias na América do Sul.

- Domínio Amazônico: Cobre a maior parte da América do Sul e parte da América Central. De acordo com o ponto de vista zoológico é o mais abundante em formas e endemismos. Distinguem-se nove províncias.

- Domínio Guiano: Apresenta uma única província homônima. Ocupa superfície relativamente pequena no norte da América do Sul, nos planaltos do Escudo Guiano, entre Venezuela, Guiana e Brasil. Este domínio, também denominado Pantepui, possui número alto de endemismos.

- Domínio Chaquenho: Ocupa uma área disjunta (Província da Caatinga no Brasil e as 5 restantes no sul).

- Domínio Andino-Patagônico: Estende-se desde as altas cordilheiras da Venezuela e Colômbia, ao longo das cordilheiras e punas do Equador, Peru, Bolívia e Argentina, até a Terra do Fogo, incluindo os desertos costeiros do Peru e Chile e a estepe patagônica desde Neuquén, oeste do Río Negro, Chubut e Santa Cruz. Nas regiões tropicais está limitado a altitudes superiores a 1.200m. A fauna deste domínio se distingue pelas suas adaptações a condições extremas de vida.

- Domínio Subantártico: Único domínio sul-americano designado à região Antártica. Tem por limite setentrional o Chile central, mais ou menos no paralelo 35° S, formando faixas estreitas sobre a Cordilheira da Costa e os primeiros contrafortes dos Andes. Estende-se pelo Chile até o Estreito de Magalhães e o lado leste dos Andes. Inclui a porção sudoeste da Terra do Fogo, a Ilha dos Estados, as Malvinas e as Ilhas Juan Fernández.

### Muller (1973)
Com base na sobreposição de distribuição de aves, anfíbios, mamíferos e répteis, encontrou 40 centros de dispersão localizados na região Neotropical, dos quais 33 pertencem à América do Sul.

### Ringuelet (1975)
Fez uma análise de artigos globais a respeito de peixes de água doce, usando hipóteses paleogeográficas e biogeográficas de autores prévios. Encontrou 20 províncias ictio-geográficas em 7 subdomínios  em 2 sub-regiões.
- Sub-região Brasílica: Parte tropical da América do Sul. Segue em direção ao leste até a cordilheira dos Andes e em direção ao sul,compreendendo Argentina até uma linha irregular que vai desde a bacia endorreica do Chasicó e Bahia Blanca ao sul de Córdoba, sul de San Luis e laguna Diamante em Mendoza.
- Sub-região Austral: Parte temperada da América do Sul, compreendendo principalmente Chile central e austral, junto com a Patagônia andina e extra-andina. Compreende duas províncias: Chilena e Patagônica.

### Ab'Sáber (1979)
Utilizou critérios climáticos, geomorfológicos, fitogeográficos e ecológicos. Também utilizou o mapa de vegetação de Hueck para compor 27 domínios  morfoclimaticos.

### Rivas-Martínez e Tovar (1983)
Baseados em gêneros endêmicos de plantas, propuseram o seguinte esquema:
- reino Neotropical
  - sub-reino Andino
    - região do Páramo
    - região da Puna
    - região do Deserto Pacífico
    - região Chilena Central
    - região Patagônica

  - sub-reino Caribenho-Amazônico 
    - grupo de regiões chaquenhas
    - região da Caatinga
    - região Subantártica

### Morrone (2001, 2006, 2011)

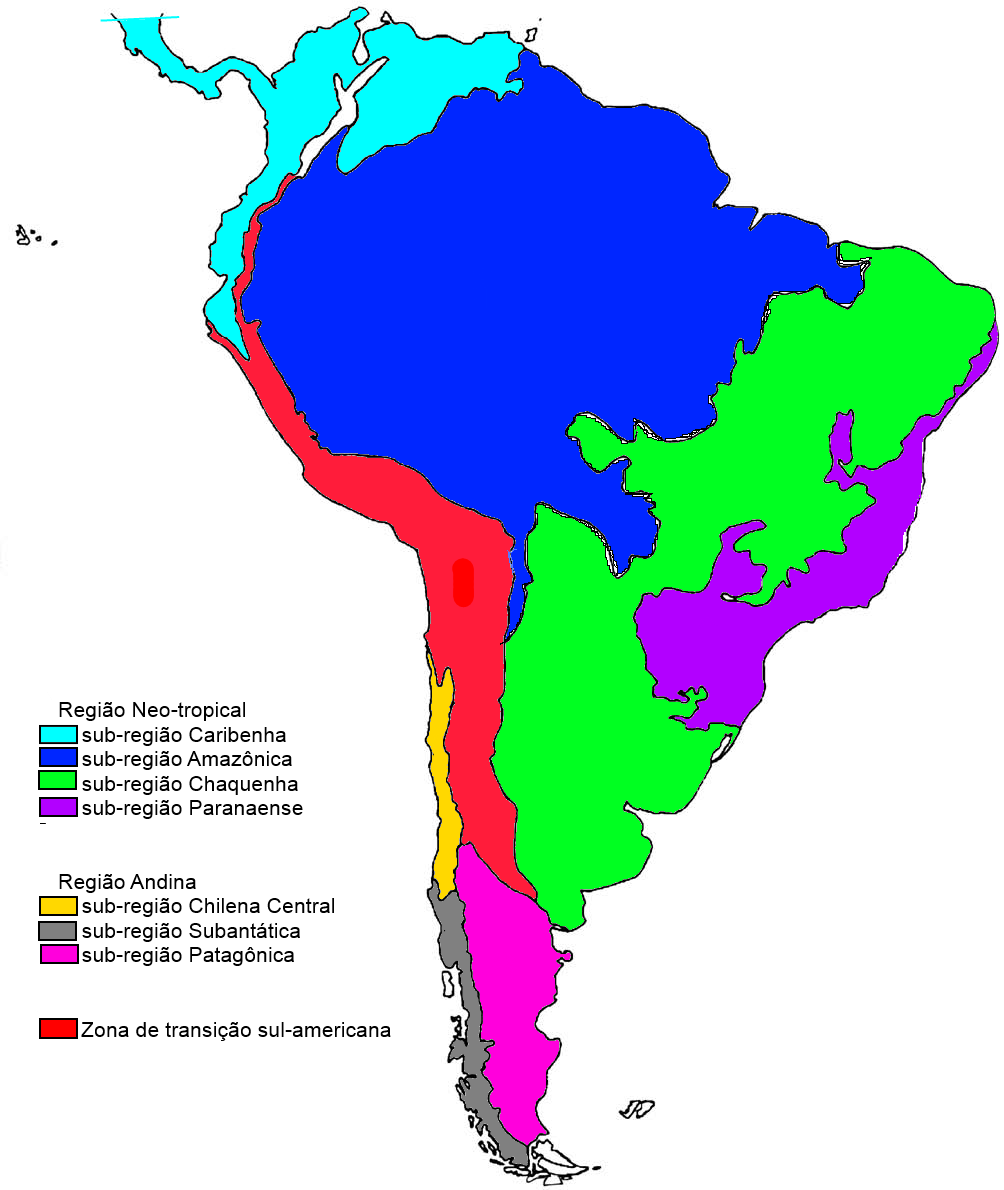
Mapa com as sub-regiões biogeográficas de acordo com Juan J. Morrone

Sua proposta engloba a América Latina e Caribe e está fundamentada em análises pambiogeográficas e biogeográfico-cladística de animais e plantas, pelo qual reconheceu 70 províncias (47 sul-americanas). Reconhece 3 regiões, sendo elas as Regiões Neotropical, Andina e Zona de Transição Sul-americana (anteriormente considerada por Morrone como uma sub-região da Região Andina).
- 1. Região Neotropical: Corresponde aos trópicos do Novo Mundo, na maior parte da América do Sul e América Central, sul do México, Índias Ocidentais e sul da península da Flórida. Está inserida no reino Holotropical, que inclui as áreas tropicais entre 30º S e 30º N.
  - 1.1. sub-região Caribenha: Estende-se pelo sul do México, América Central, Antilhas e ao noroeste da América do Sul. Possui história geobiótica complexa, a qual é refletida nas suas múltiplas relações com outras áreas. Inclui 24 províncias, das quais 11 são da América do Sul.
  - 1.2. sub-região Amazônica: É a sub-região de maior extensão da região Neotropical, se estendendo pelo Brasil, Guianas, Venezuela, Colômbia, Equador, Peru, Bolívia, Paraguai e Argentina. Compreende 13 províncias.
  - 1.3. sub-região Chaquenha: Compreende o norte e centro da Argentina, sul da Bolívia, oeste e centro do Paraguai, Uruguai, e centro e nordeste do Brasil. Está relacionada às sub-regiões Amazônica e Paranaense. O desenvolvimento de um “corredor de savana” durante o Terciário atuou como o evento vicariante dinâmico que separou a floresta contínua Amazônico-Paranaense. Compreende quatro províncias.
  - 1.4. sub-região Paranaense: Localiza-se no nordeste da Argentina, leste do Paraguai, sul do Brasil (oeste da Serra do Mar em direção ao centro do Rio Grande do Sul) e leste do Brasil, entre 7 e 32º S. Compreende três províncias.
- 2. Zona de Transição Sul-Americana: Considerada anteriormente por Morrone como a sub-região Páramo-Punenha da região Andina. Estende-se ao longo dos Andes do oeste da Venezuela e norte do Chile ao centro e oeste da Argentina. Compreende seis províncias.
- 3. Região Andina
  - 3.1. sub-região Chilena Central: Chile central, entre 28 e 36º S. Inclui duas províncias.
  - 3.2 sub-região Subantártica: Andes autrais, de 36º S ao extremo sul do continente. Inclui seis províncias.
  - 3.3 sub-região Patagônica: Sul da Argentina, desde o centro de Mendoza, alargando-se em Neuquén, Rio Negro, Chubut e Santa Cruz, até o norte da Terra do Fogo; alcança o Chile em Aisén e Magalhães. Compreende duas províncias.

### Morrone (2013)

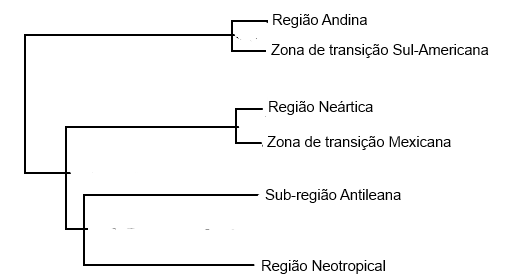
Cladograma simplificado da proposta de Morrone (2013) para a relação entre áreas da América Latina.

A análise mais recente de Morrone coloca o grupo formado pela região Neártica com a Zona de Transição Mexicana como área-irmã da região Neotropical, colocando dessa forma a região Andina e a Zona de Transição Sul-Americana mais distantes da região Neotropical do que a região Neártica. Na região Neotropical, Morrone considera uma primeira dicotomia separando as Antilhas da porção continental da região Neotropical. Uma segunda dicotomia separa as regiões Amazônica e Chaquenha, colocando a porção sudeste da Amazônia mais intimamente relacionada ao Chaco e Paraná do que ao restante da Amazônia.

## Influências de cada autor
É interessante destacar que cada modelo de proposta não se baseou exclusivamente em táxons analisados ou em distribuições atuais e anteriores, mas principalmente em modelos anteriores propostos por outros autores. Isto retrata bem a evolução dos paradigmas em cada época, e de como isto evoluiu de forma a compor um mosaico de contribuições que nos ajuda a formar um panorama solido da América do Sul. No começo, a visão de padrões de diversidade era bem centrada na ideia dispersalista, mas recentemente foram usados padrões ecológicos, pambiogeográficos  e cladísticos.

## Discussão
Apesar das divergências, a maioria dos autores reconhece a América do Sul dividida em duas regiões principais, uma tropical (Brasileira) e outra temperada (Patagônica). Isto nos permite elaborar hipóteses sobre uma divisão biogeográfica entre essas áreas. Mesmo que os limites sejam incongruentes entre os autores, a zona de transição entre esses dois limites pode ajudar a compreender melhor esta divisão.
Há uma grande tendência entre os autores de criar unidades menores de regionalização, com o número variando muito de autor para autor. Uma análise comparativa de cada uma dessas unidades poderia revelar áreas correspondentes entre si, mas a variação entre os autores, quanto à metodologia e grupo utilizado na análise, torna difícil o teste de cada uma delas, e também mostram certa deficiência quanto a formulação de cada unidade (regiões, províncias, distritos e etc). Alguns autores concluíram que é impossível descrever uma única hipótese que explique padrões de distribuição  biológicos atuais, pois cada grupo possui uma história única de dispersão e vicariância, o que torna complexa a generalização de um modelo para todos os demais táxons.
Ainda que tenham aspectos negativos, as propostas de regionalização possuem um grande valor heurístico, como modelos gerais de dispersão de táxons, com grande potencial para análises de distribuição geográfica de grupos ainda não analisados.
As propostas não são definitivas, pois se modificam conforme as mudanças em nossos paradigmas. Análises moleculares e de DNA futuras podem nos ajudar a compreender melhor os padrões de vicariância e dispersão dos organismos.